# Penny McLean
Penny McLean, geboren als Gertrude Wirschinger, (Klagenfurt, 4 november 1946) is een Oostenrijkse zangeres en auteur.

## Jeugd
Gertrude Wirschinger groeide op bij haar stiefvader, die chefarts was bij een psychiatrische inrichting in Klagenfurt. Haar biologische vader was jurist en ere-senator in München. Na haar muzikale opleiding (piano, zang, gitaar en fluit) volgde ze midden jaren 1960 een opleiding tot opvoedkundige in München. In 1967 trouwde ze met de componist en acteur Holger Münzer.

## Carrière
In 1965 had ze onder haar burgerlijke naam solo-optredens, van 1966 tot 1969 trad ze samen op met haar echtgenoot als het duo Holger & Tjorven. Het repertoire bestond naast internationale folksongs en chansons ook uit door haar echtgenoot gecomponeerde songs, met teksten van bijvoorbeeld Elisabeth Hauptman en Charly Niessen. Het duo trad op in lokalen in Zwaben.
Naast drie optredens van het duo in het showprogramma Talentschuppen in Baden-Baden volgden optredens met de groep MTH Singers (Münzer/Tjorven/Holger) en landelijk maandelijkse gastoptredens met chansons en schlagermuziek in discotheken.
In 1972 werd het huwelijk ontbonden en Gertrude Münzer bracht als Barbi Münzer de nummers Bananendampferkapitän en Acapulcobanjopolka en verdere singles als Barbra uit. Daarna richtte ze de band Penny Box (ook Penny Explosion) op, waarvan ze haar latere pseudoniem Penny McLean herleidde. De producent Michael Kunze bezorgde haar een platencontract en creëerde het duo Barbra & Helmut.

## De doorbraak
Gertrude Munzer werkte dan in München als achtergrondzangeres en werd in 1975 lid van de groep Silver Convention. Met de discogolf bereikte het vrouwentrio met Fly, Robin, Fly de toppositie van de Amerikaanse Billboard Hot 100 en werden van de single meer dan een miljoen exemplaren verkocht. Dit succes werd herhaald met Get Up And Boogie.
Michael Kunze kreeg in 1976 voor zijn Silver Convention-producties een Grammy Award. In 1977 trad de groep op bij het Eurovisiesongfestival met Telegram en bereikte de 8e plaats. Daarna verminderde het commerciële succes. De afzonderlijke leden van de groep gingen hun eigen weg. Gertrude Münzer ging verder onder het pseudoniem Penny McLean en zong solo onder deze naam.
In 1975 verscheen Lady Bump, die de toppositie innam in de Duitse Hitparade en de goudstatus kreeg. Gelijktijdig kreeg de bumpdans voor enkele jaren de status van modedans. Het nummer 1, 2, 3, 4 … Fire! (1976) werd een verdere top 10-hit.
McLean nam verdere singles op als Dance, Bunny-Honey, Dance en Zwischen zwei Gefühlen, de Duitse versie van Torn Between Two Lovers, en nog vele andere. Na 1977 kon ze zich echter niet meer plaatsen in de hitlijst. In 1979 nam ze met het project Tut Ench Amun deel aan de Luxemburgse voorronden van het Eurovisiesongfestival.
Daarna was ze sporadisch te zien als actrice, onder andere in The Fantasticks in het Theater Am Einlaß in München.
In 1982 bracht Philips Records de door haar samen met Dieter Bohlen gecomponeerde song Wenn die Träume Flügel kriegen uit.
Vanaf de jaren 1980 trad McLean in verschijning als schrijfster van zakboeken over numerologie en esoterie. Ze woont in München en brengt haar theorieën over in seminaries, cursussen en voordrachten, die ze in het gehele Duitstalige gebied geeft.

## Discografie

### Singles
- 1975: Lady Bump
- 1976: 1, 2, 3, 4 ... Fire!
- 1976: Devil Eyes
- 1977: Nobody's Child
- 1977: Dance, Bunny Honey, Dance

- Bibliothèque nationale de France: cb12409039b (data)
- Gemeinsame Normdatei: 133507556
- International Standard Name Identifier: 0000 0001 1490 675X
- Library of Congress Control Number: n91032560
- MusicBrainz: 4843d5fc-d8e2-4653-86dc-3519163a7ecf
- Nationale Bibliotheek van Tsjechië: mzk2005274847
- Système universitaire de documentation: 033199701
- Virtual International Authority File: 40566968
- WorldCat: E39PBJkxJdbwfgdKVV3xpbMByd